# Lucas Calabrese
Lucas Calabrese (Buenos Aires, 12 de dezembro de 1986) é um velejador argentino.

## Carreira
Lucas Calabrese representou seu país nos Jogos Olímpicos de 2012, na qual conquistou a medalha de bronze na classe 470 em 2012. 